# US Open 2000
Lo US Open 2000 è stata la 120ª edizione dello US Open e quarta prova stagionale dello Slam. Si è disputato dal 28 agosto al 10 settembre 2000 al USTA Billie Jean King National Tennis Center in Flushing Meadows di New York negli Stati Uniti. 
Il singolare maschile è stato vinto dal russo Marat Safin, che si è imposto sullo statunitense Pete Sampras col punteggio di 6–4, 6–3, 6–3. Il singolare femminile è stato vinto dalla statunitense Venus Williams, che ha battuto in finale la connazionale Lindsay Davenport. 
Nel doppio maschile si sono imposti Lleyton Hewitt e Maks Mirny. Nel doppio femminile hanno trionfato Julie Halard-Decugis e Ai Sugiyama. 
Nel doppio misto la vittoria è andata alla spagnola Arantxa Sánchez Vicario, in coppia con Jared Palmer.

## Risultati

### Singolare maschile
Marat Safin ha battuto in finale  Pete Sampras con il punteggio di 6–4, 6–3, 6–3.

### Singolare femminile
Venus Williams ha battuto in finale  Lindsay Davenport con il punteggio di 6–4, 7–5.

### Doppio maschile
Lleyton Hewitt /  Maks Mirny hanno battuto in finale  Ellis Ferreira /  Rick Leach con il punteggio di 6–4, 5–7, 7–6(5).

### Doppio femminile
Julie Halard-Decugis /  Ai Sugiyama hanno battuto in finale  Cara Black /  Elena Lichovceva con il punteggio di 6–0, 1–6, 6–1.

### Doppio misto
Arantxa Sánchez Vicario /  Jared Palmer hanno battuto in finale  Anna Kurnikova /  Maks Mirny con il punteggio di 6–4, 6–3.

## Junior

### Singolare ragazzi
Andy Roddick ha battuto in finale  Robby Ginepri con il punteggio di 6–1, 6–3.

### Singolare ragazze
María Emilia Salerni ha battuto in finale  Tetjana Perebyjnis con il punteggio di 6–3, 6–4.

### Doppio ragazzi
Lee Childs /  James Nelson

### Doppio ragazze
Gisela Dulko /  María Emilia Salerni